# 萊爾群島
萊爾群島（英語：Lyall Islands），是南極洲的群島，位於維多利亞地的彭內爾海岸，由溫格島、瑟真島、諾沃薩德島和休斯島4座島嶼組成，現時由南極條約體系管理。